# Предмет злочину
Предмет злочину — це речі матеріального світу, з приводу яких чи у зв'язку з якими вчиняється злочин. Є факультативною ознакою об'єкта злочину, тому що виявляється не у всіх злочинах.
Ознаки предмету злочину:
- фізичний — характеризує фізичний стан предмета, тобто його матеріальність, кількість, якість, форму, стан, структуру;
- соціальний — відображає значення предмета кримінального права для людини, показує його місце у системі благ, які підлягають кримінально-правовій охороні;
- юридичний — характеризує предмет у кримінально-правовому аспекті.

Від предмета злочину слід відрізняти знаряддя та засоби вчинення злочину, що належать до ознак об'єктивної сторони злочину. Предмет злочину — це те, на що впливає злочинець, а знаряддя та засоби — це ті предмети, котрі використовує злочинець при вчиненні злочину, за допомогою яких вчиняється злочинне діяння. Поділення умовне й залежить від типу злочинного діяння. Наприклад, зброя при її викраденні — це предмет злочину, але при вбивстві за допомогою цієї зброї — це вже знаряддя вчинення злочину; документ при його підробленні — предмет, а при викраденні з його використанням — засіб вчинення злочину.
Знаряддя та засоби вчинення злочину це — предмети (засоби, пристрої, інші утворення), використовуючи які особа вчиняє вплив (як правило, руйнівний) на матеріальні об'єкти, вони прямо вказані у кримінальному законі і суттєво підвищують суспільно небезпечність діяння, адже використовуються для полегшення скоєння злочину